# Грёмиц
Грёмиц (нем. Grömitz) — община в Германии, в земле Шлезвиг-Гольштейн.
Входит в состав района Восточный Гольштейн. Население составляет 7677 человек (на 31 декабря 2010 года). Занимает площадь 51,08 км².